# Клавелл, Джиан
Джиан Луис Клавелл Лопес (англ. Gian Louis Clavell López; род. 26 ноября 1993, Кагуас, Пуэрто-Рико) — пyэpтo-pикaнcкий профессиональный баскетболист, играющий на позиции атакующего защитника.

## Карьера
Клавелл выпускник университета штата Колорадо начинал свою профессиональную карьеру в пуэрто-риканском клубе «Брухос де Гуаяма», за который провёл 3 игры и набирал в среднем 5,7 очка и 2,0 подбора.
Не став выбранным на драфте НБА 2017 года, Клавелл присоединился к «Майами Хит» в Летней лиге НБА.
23 июля 2017 года Клавелл подписал частично гарантированный контракт с «Даллас Маверикс». В 6 предсезонных играх Джиан отметился статистикой в 8,8 очка, 3,0 подбора, 1,7 передачи и 1,2 перехвата. Позже его контракт был преобразован в двухсторонний для выступления в G-Лиге за «Техас Лэджендс».
17 ноября 2017 года «Маверикс» досрочно расторгли двухсторонний контракт с Клавеллом. В 7 играх за «Маверикс», Джиан набирая в среднем 2,9 очка и 1,0 подбор.
В январе 2018 года Клавелл перебрался в Европу, где выступал за «Сакарью ББ» и «Эстудиантес».
Сезон 2019/2020 Клавелл провёл в «Бурсаспоре», где в 12 матчах чемпионата Турции набирал 18,7 очка, 3,5 подбора, 1,7 передачи и 1,6 перехвата.
В октябре 2020 года Клавелл стал игроком «Автодора». В 18 матчах Единой лиги ВТБ средняя статистика Джиана составила 16,2 очка, 2,5 подбора, 1,6 передачи и 1,0 перехвата.
В апреле 2021 года Клавелл перешёл в «Промитеас».
В августе 2021 года Клавелл подписал контракт с «Будивельником». В составе команды Джиан стал серебряным призёром Суперкубка Украины.
В июне 2022 года Клавелл продолжил карьеру в «Прометее». В составе команды Джиан стал победителем Латвийско-эстонской баскетбольной лиги и был признан «Самым ценным игроком Финала четырёх» турнира.

## Сборная Пуэрто-Рико
С 2017 года Клавелл выступает за сборную Пуэрто-Рико. В 2018 году в составе национальной команды Клавелл стал чемпионом Игр Центральной Америки и Карибского бассейна.

## Достижения

### Клубные
- Чемпион Латвийско-эстонской баскетбольной лиги (2): 2022/2023, 2023/2024
- Серебряный призёр Суперкубка Украины: 2021

### Сборная Пуэрто-Рико
- Чемпион Игр Центральной Америки и Карибского бассейна: 2018

## Статистика

### Статистика в НБА
| Сезон                                                                                    | Команда | Регулярный сезон | Регулярный сезон | Регулярный сезон | Регулярный сезон | Регулярный сезон | Регулярный сезон | Регулярный сезон | Регулярный сезон | Регулярный сезон | Регулярный сезон | Регулярный сезон | Серия плей-офф | Серия плей-офф | Серия плей-офф | Серия плей-офф | Серия плей-офф | Серия плей-офф | Серия плей-офф | Серия плей-офф | Серия плей-офф | Серия плей-офф | Серия плей-офф |
| Сезон                                                                                    | Команда | GP               | GS               | MPG              | FG%              | 3P%              | FT%              | RPG              | APG              | SPG              | BPG              | PPG              | GP             | GS             | MPG            | FG%            | 3P%            | FT%            | RPG            | APG            | SPG            | BPG            | PPG            |
| ---------------------------------------------------------------------------------------- | ------- | ---------------- | ---------------- | ---------------- | ---------------- | ---------------- | ---------------- | ---------------- | ---------------- | ---------------- | ---------------- | ---------------- | -------------- | -------------- | -------------- | -------------- | -------------- | -------------- | -------------- | -------------- | -------------- | -------------- | -------------- |
| 2017/18                                                                                  | Даллас  | 7                | 0                | 9,1              | 33,3             | 40,0             | 100,0            | 1,0              | 0,4              | 0,3              | 0,0              | 2,9              | Не участвовал  | Не участвовал  | Не участвовал  | Не участвовал  | Не участвовал  | Не участвовал  | Не участвовал  | Не участвовал  | Не участвовал  | Не участвовал  | Не участвовал  |
|                                                                                          | Всего   | 7                | 0                | 9,1              | 33,3             | 40,0             | 100,0            | 1,0              | 0,4              | 0,3              | 0,0              | 2,9              | Не участвовал  | Не участвовал  | Не участвовал  | Не участвовал  | Не участвовал  | Не участвовал  | Не участвовал  | Не участвовал  | Не участвовал  | Не участвовал  | Не участвовал  |
| Наведите курсор мыши на аббревиатуры в заголовке таблицы, чтобы прочесть их расшифровку. |         |                  |                  |                  |                  |                  |                  |                  |                  |                  |                  |                  |                |                |                |                |                |                |                |                |                |                |                |

### Статистика в Джи-Лиге
| Сезон                                                                                    | Команда        | Регулярный сезон | Регулярный сезон | Регулярный сезон | Регулярный сезон | Регулярный сезон | Регулярный сезон | Регулярный сезон | Регулярный сезон | Регулярный сезон | Регулярный сезон | Регулярный сезон | Серия плей-офф | Серия плей-офф | Серия плей-офф | Серия плей-офф | Серия плей-офф | Серия плей-офф | Серия плей-офф | Серия плей-офф | Серия плей-офф | Серия плей-офф | Серия плей-офф |
| Сезон                                                                                    | Команда        | GP               | GS               | MPG              | FG%              | 3P%              | FT%              | RPG              | APG              | SPG              | BPG              | PPG              | GP             | GS             | MPG            | FG%            | 3P%            | FT%            | RPG            | APG            | SPG            | BPG            | PPG            |
| ---------------------------------------------------------------------------------------- | -------------- | ---------------- | ---------------- | ---------------- | ---------------- | ---------------- | ---------------- | ---------------- | ---------------- | ---------------- | ---------------- | ---------------- | -------------- | -------------- | -------------- | -------------- | -------------- | -------------- | -------------- | -------------- | -------------- | -------------- | -------------- |
| 2017/18                                                                                  | Техас Лэджендс | 1                | 1                | 36,4             | 52,4             | 50,0             | 25,0             | 7,0              | 1,0              | 0,0              | 1,0              | 29,0             | Не участвовал  | Не участвовал  | Не участвовал  | Не участвовал  | Не участвовал  | Не участвовал  | Не участвовал  | Не участвовал  | Не участвовал  | Не участвовал  | Не участвовал  |
|                                                                                          | Всего          | 1                | 1                | 36,4             | 52,4             | 50,0             | 25,0             | 7,0              | 1,0              | 0,0              | 1,0              | 29,0             | Не участвовал  | Не участвовал  | Не участвовал  | Не участвовал  | Не участвовал  | Не участвовал  | Не участвовал  | Не участвовал  | Не участвовал  | Не участвовал  | Не участвовал  |
| Наведите курсор мыши на аббревиатуры в заголовке таблицы, чтобы прочесть их расшифровку. |                |                  |                  |                  |                  |                  |                  |                  |                  |                  |                  |                  |                |                |                |                |                |                |                |                |                |                |                |

### Статистика в колледже
| Сезон                                                                                   | Команда        | GP | GS | MPG  | FG%  | 3P%  | FT%  | RPG | APG | SPG | BPG | PPG  |  |
| --------------------------------------------------------------------------------------- | -------------- | -- | -- | ---- | ---- | ---- | ---- | --- | --- | --- | --- | ---- |  |
| 2014/15                                                                                 | Колорадо Стэйт | 33 | 3  | 24,6 | 37,3 | 30,1 | 67,2 | 3,7 | 1,2 | 1,0 | 0,4 | 9,2  |  |
| 2015/16                                                                                 | Колорадо Стэйт | 10 | 10 | 36,9 | 45,2 | 42,2 | 75,4 | 6,9 | 3,1 | 0,8 | 0,5 | 20,8 |  |
| 2016/17                                                                                 | Колорадо Стэйт | 27 | 25 | 36,6 | 43,0 | 38,6 | 69,3 | 6,3 | 1,7 | 2,0 | 0,7 | 20,4 |  |
|                                                                                         | Всего          | 70 | 38 | 31,0 | 41,7 | 36,2 | 69,8 | 5,2 | 1,7 | 1,3 | 0,6 | 15,2 |  |
| Наведите курсор мыши на аббревиатуры в заголовке таблицы, чтобы прочесть их расшифровку |                |    |    |      |      |      |      |     |     |     |     |      |  |